# Noyant-la-Gravoyère

Noyant-la-Gravoyère este o comună în departamentul Maine-et-Loire, Franța. În 2009 avea o populație de 1,848 de locuitori.